# Apanteles necator
Apanteles necator är en stekelart som först beskrevs av Johann Matthäus Bechstein och Georg Ludwig Scharfenberg 1805.  Apanteles necator ingår i släktet Apanteles och familjen bracksteklar. Inga underarter finns listade i Catalogue of Life.